# Деяния Диониса

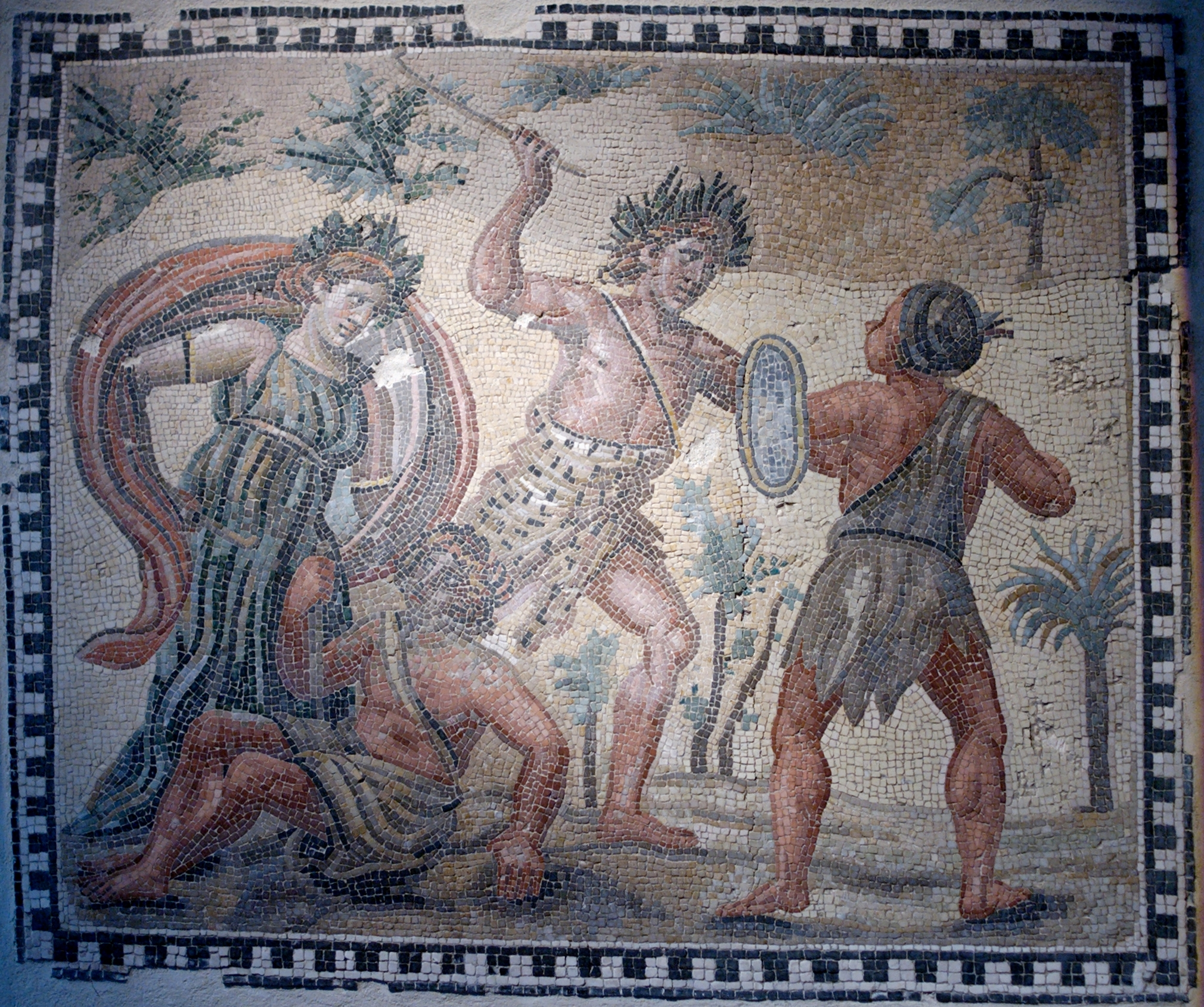
Дионис сражается с обитателями Индии. Римская мозаика IV века н. э.

«Дея́ния Дио́ниса» («Дионисиака», др.-греч. Διονυσιακά) — эпическая поэма древнегреческого поэта Нонна Панополитанского, выходца из Египта. Создавалась, по всей вероятности, между 450 и 470 годом, впервые издана в 1569 году в Антверпене. Написана дактилическим гекзаметром, состоит из более чем 21000 стихов. Основное содержание поэмы — восхваление бога Диониса и поэтическое осмысление огромного массива связанных с ним мифов.

## Композиция
«Дионисиака» состоит из 48 песен (дважды по 24), что является очевидной отсылкой к Гомеру: сложившаяся в эллинистическую эпоху традиция делила «Илиаду» и «Одиссею» на 24 песни.
- Песни I—IV: восхваление родины Диониса и его предков. Пересказ легенды о Кадме.
- Песнь V: легенда о Загрее, первом «воплощении» Диониса, «реинкарнацией» которого является Вакх (напоминает египетский миф об Осирисе).
- Песни VI—VIII: рождение Диониса.
- Песни IX—XII: детство бога.
- Песни XIII—XL: завоевание Индии.
- Песни XLI—XLVIII: возвращение из похода в Индию, брак с Аурой и рождение Иакха, третьего Диониса.

## Стиль
Нонн строго следовал традиции эллинистического эпоса и правилам стихосложения, заданным Каллимахом Киренским (III век до н. э.), в совершенстве владея гомеровским гекзаметром. Текст поэмы исключительно богат авторскими неологизмами, редкими и диалектными словами, неожиданными и смелыми сравнениями. Слог её приподнят и риторичен; при этом автор насыщает повествование эротическими эпизодами (в том числе и гомосексуального характера). На стилистическое своеобразие поэмы обращали внимание уже современники Нонна. В «Деяниях Диониса» множество отсылок к редким вариантам мифов, религиозным традициям Ближнего Востока, различным магическим практикам. Из-за своего огромного объёма и широкого охвата мифологического материала поэма часто сравнивалась с образцами индийского эпоса.

### Полные переводы
- Нонн Панополитанский. Деяния Диониса / Пер. Ю. А. Голубца. Вступ. ст. А. В. Захаровой. — СПб.: Алетейя, 1997. — 554 с. — (Античная библиотека). — 2400 экз. — ISBN 5-89329-033-X.
- Деяния Диониса

#### На иностранных языках
- В серии «Loeb classical library» «Деяния Диониса» изданы в 3 томах (греческий текст и английский перевод): № 344, 354, 356. Vol. I. Books I—XV; Vol. II. Books XVI—XXXV; Vol. III. Books XXXVI-XLVIII.
- В серии «Collection Budé» опубликован французский перевод поэмы под общей редакцией Ф. Виана в 18 томах (Paris, 1976—1990), а также т. 19 (именной указатель).

### Русские переводы отрывков
- Отрывки в пер. М. Е. Грабарь-Пассек в кн.: Памятники поздней античной поэзии и прозы. / Отв. ред. М. Е. Грабарь-Пассек. М.: Наука. 1964. С. 66-75.
- Дионисиада. Книга первая (отрывок). / Пер. Р. Н. Златинского. // Discipuli magistro. М., РГГУ. 2008. С. 523—527.

### Исследования
- Захарова А. В., Торшилов Д. О. Глобус звездного неба: Поэтическая мастерская Нонна Панополитанского. (Серия «Античная библиотека». Исследования). СПб.: Алетейя, 2003. 384 стр. 1000 экз. (с библиографией)
- Касьянова М. И. 2008: «Тифония» в поэме Нонна Панополитанского «Деяния Диониса», её поэтическое своеобразие, источники и образцы: Авт. дисс… к.ф.н. М.

#### На иностранных языках
- Shorrock, Robert The challenge of epic: allusive engagement in the Dionysiaca of Nonnus. Leiden : Brill , 2001 — viii, 245 с.;25 см. — (Mnemosyne: bibliotheca classica Batava 0169-8958 Suppl. 210). — Includes bibliographical references (p. [215]-227) and indexes.. — ISBN 9004117954
- Verhelst, B. Direct Speech in Nonnus’ Dionysiaca. — 2017.